# Marconi Wireless Telegraph
A Marconi Company Ltd. foi fundada por Guglielmo Marconi em 1897 como The Wireless Telegraph & Signal Company (algumas vezes apresentada como Wireless Telegraph Trading Signal Company). Ela foi renomeada Marconi Wireless Telegraph Company em 1900 e como The Marconi Company em 1963.
Como uma divisão de defesa da GEC desde 1968 ela foi renomeada GEC-Marconi em 1987, Marconi Electric Systems (MES) em 1998, e se tornou parte da BAE Systems em 1999. A The Marconi Company não deve ser confundida com a Marconi Corporation, que foi criada em 1999 como uma alteração de nome da The General Electric Company (GEC), sem os negócios da Marconi Electronic Systems. Trata-se de empresas diferentes, com nomes semelhantes.

## História

### O início
A Marconi Wireless Telegraph and Signal Company foi fundada em 20 de julho de 1897 depois de uma concessão de exploração de patente britânica para telegrafia sem fio em março daquele ano. A companhia aberta foi a primeira fabricante de rádios registrada no Hall Street em Chelmsford no ano de 1898 e foi responsável por alguns dos mais importantes avanços em rádio e televisão. Alguns exemplos:
- A válvula de diodo em 1904 (Fleming)
- Testes Transatlanticos
- Radiodifusão sintonizadas em alta frequencia
- Formação da British Broadcasting Company (posteriormente viria a ser, a rede independente rede BBC)
- Formação da Marconi Wireless Telegraph Company of America (com os ativos adquiridos pela RCA em 1920)
- Formação da Marconi Marine (1904)
- Radiodifusão em ondas curtas
- Radar
- Televisão
- Tecnologia aeronáutica

O Marconi Wireless Telegraph Training College foi fundado em 1901. Em conjunto com empreendedores privados, a Marconi Company criou em 1924 a Unione Radiofonica Italiana (URI), que foi reconhecido pelo regime de Mussolini como detentora do monopólio de transmissões de voz em 1924. Depois da guerra, a URI se tornou a RAI, que existe até os dias atuais.
Em 1939 a Marconi Research Laboratories de Great Baddow foi fundada e em 1941 foi comprada pela Marconi-Ekco Instruments para formar a Marconi Instruments.

### Operações como subsidiária da EE
A English Electric adquiriu a The Marconi Company em 1946 complementando assim, suas demais operações: engenharia elétrica pesada, aviões e negócios em trações férreas. Em 1948 a companhia foi reorganizada em quatro divisões:
- Comunicações
- Radiodifusão
- Aeronáutica
- Radares

Esta primeira reorganização da empresa resultou em 13 divisões de manufaturas até 1965 quando uma nova reorganização aconteceu. As divisões foram inseridas em três grupos:
- Telecomunicações
- Eletronica
- Componentes

Naquele periodo a The Marconi Company teve instalações em New Street Chelmsford, addow, Basildon, Billericay, em Writtle e também em Wembley, Gateshead and Hackbridge. The Marconi Company também foi proprietária da Marconi Instruments, Sanders Electronics, Eddystone Radio e Marconi Italiana (situada em Genova, Itália). Em 1967 Marconi assumiu a Stratton and Company para formar a Eddystone Radio.

### Expansão como subsidiária da GEC
Em 1967 ou 1968 a English Electric foi submetida à leilão, rejeitou uma proposta da GEC e optou pela tomada de controle da Plessey Company. A sessão de computadores da GEC, English Electric Leo Marconi (EELM), surgiu com a Elliott Automation e International Computers and Tabulators (ICT) para formar a Marconi Elliott Computer Systems Limited (posteriormente chamada de GEC Computers Limited) e International Computers Limited (ICL). Em 1968 a Marconi Space and Defense Systems e a Marconi Underwater Systems foram formadas.
A The Marconi Company continuu como a principal subsidiária de defesa da GEC, GEC-Marconi. A Marconi Company foi renomeada GEC-Marconi em 1987. Durante o período de 1968-1999 GEC-Marconi/MES obteve uma expansão extraordinária.
Aquisições ocorreram pela companhia e parcerias foram estabelecidas, incluindo:
- Operações de defesa da Associated Electrical Industries em 1968, AEI foi adquirida em 1967.
- Ferranti Defense Business em 1990
- Ferranti Dynamics em 1992
- Vickers Shipbuilding and Engineering em 1995
- Alenia Marcony System em 1998, uma companhia de defesa eletrônica e uma parceira de igual participação na joint-venture formada pela GEC-Marconi e Finmeccanica´s Alenia Difesa.
- Tracor em 1998

Outras aquisições incluem:
Divisões da Plessey em 1989 (algumas das aquisições feitas por sua parceira no negócio, Siemens AG, para obter aprovação regulatória):
- Plessey Avionics
- Plessey Naval Systems
- Plessey Cryptography
- Plessey Electronic Systems (75%)
- Sippican
- Leigh Instruments

Na principal reorganização da companhia, a GEC-Marconi foi renomeada Marconi Electronic System em 1996 e foi separada das demais divisões de não-defesa.

### O nome Marconi atual
Em 1999 a GEC sofreu sua principal transformação. A Marconi Electronic Systems que incluía os ativos de transmissão sem fio foi destituída e vendida à British Aerospace que, assim, formou a BAE Systems.
A GEC, realinhando a si mesma como uma companhia prioritariamente de telecomunicações seguindo à venda da MÊS, reteve para sai a marca Marconi e renomeou-se Marconi plc. BAE que garantiria direitos legais para continuar seu uso em parcerias já estabelecidas. Dessa forma a partir de 2005 os negócios da BAE usaram o nome Marconi. As maiores despesas e o colapso das ponto-com levaram à uma nova reestruturação do grupo, numa troca de ações-por-dívidas os acionistas receberam 0,5% do novo grupo, a Marconi Corporation plc.
Em 1999 Reltec e Fore Systems foram adquiridas no alto do ‘boom’ das empresas ponto-com. Com o consequente colapso do sistema a Marconi Corporation entrou em dificuldades financeiras.
Em outubro de 2005 o nome Marconi e a maioria dos ativos foram oferecidos para compra à empresa sueca Ericsson. A transação foi concretizada em 23 de janeiro de 2006, sendo iniciada em 1° de janeiro de 2006. O nome Marconi continuará a ser usado pela marca Ericsson. Na época da aquisição a Ericsson anunciou que poderia criar uma nova marca a partir dos ativos da Marconi e Ericsson e manter o Marconi somente como o nome da instalação de pesquisas italiana. Porém a companhia e rotulou sua linha OMS e seu sistema Long Haul Digital Radio com o nome Marconi. O resto da companhia Marconi foi renomeado como Telent Plc.